# باب المرسى
باب المرسى هو بوابة محصنة تقع في ميناء الصويرة في مدينة الصويرة المغربية يعود تاريخ البوابة إلى القرن الثامن عشر. وهي واحدة من البوابات الرئيسية للمدينة الحالية وأكثرها رمزية حيث تم تصنيفها كمعلم تاريخي بموجب ظهير مغربي في 30 أغسطس 1924. وتعتبر من أجمل المناظر السياحية في مدينة الصويرة.

## نبذة تاريخية
يرجع الفضل في تصميم مخطط مدينة الصويرة للمهندس المعماري الفرنسي تيودور كورنو الذي أوكل إليه السلطان العلوي محمد الثالث بن عبد الله تصميم المدينة الجديدة بكل تفاصيلها، كان تيودور كورنو متأثرا بعمارة فوبان العسكرية في بناء تحصينات القلاع والقصور الذي استلهم منها بناء التحصينات العسكرية في روسيون إبان عهد لويس الخامس عشر، وخلال اقامته ثلاث سنوات في المغرب عمل كورنو على بناء ميناء الصويرة وقصبتها الفريدة، الشاهدة على عبق تاريخ من التحديات والمواجهات الدفاعية ضد التوغل الأوروبي، والتي تم حفظ مخططها الأصلي في المكتبة الوطنية الفرنسية في باريس، لكن تكاليف المهندس الباهضة بالموازاة مع عمله لصالح البريطانيين أعداء للمغرب في تلك الحقبة، حدت بالسلطان المغربي إلى إيقاف تعاون بينهما.
بعد مغادرة كورنو عام 1789، أكمل المهندس المعماري أحمد الإنجليزي الشهير بأحمد لعلج، بناء بوابة «باب المرسى» بأمر من السلطان العلوي محمد الثالث بن عبد الله، فحافظ على التصميم السابق، حيث استعمل الحجارة المنجورة في بناء الواجهة الرئيسية أسوة بما كان عليه الحال في الأندلس. قائمة على عمودين حجريين متوازيين بارتفاع يصل إلى 8 أمتار متباعدين بمسافة تبلغ 10.60 متر، وينتهيان بسقف محدب على شكل مثلث، نقشت على واجهته الأمامية تاريخ بناء الصرح وأمر البناء «"الحمد لله، هذا الباب أمر ببنائه فخر الملوك سيدي محمد على يد مملوكه أحمد لعلج". بتاريخ 1187 هجرية الموافق ل1769 ميلادية».
يقع الباب في ميناء الصويرة ويسمح بدخوله من قصبة المدينة المتصلة بسقالة المرسى.

## معرض الصور

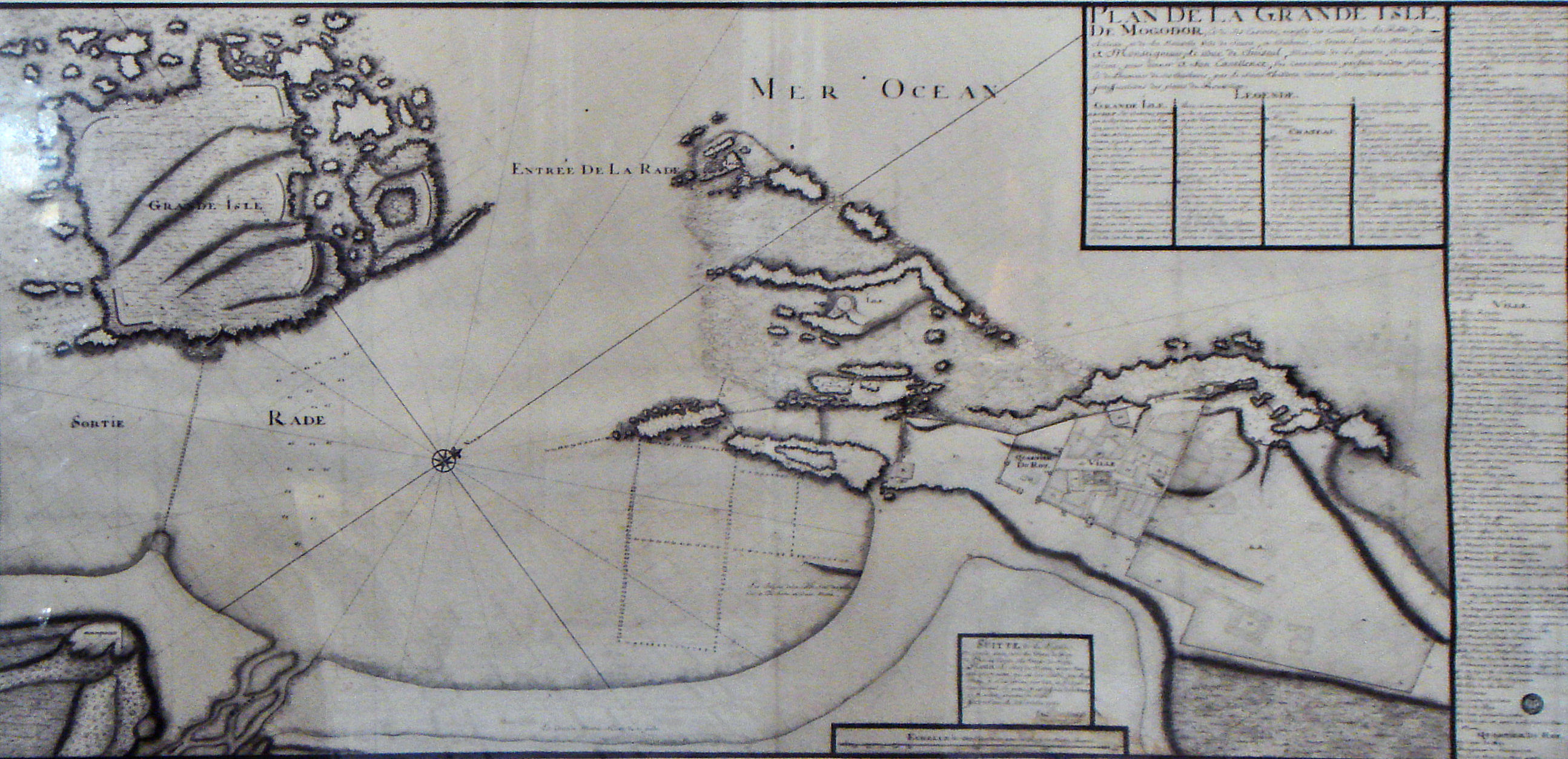
خريطة خليج الصويرة لثيودور كورنو عام 1767.
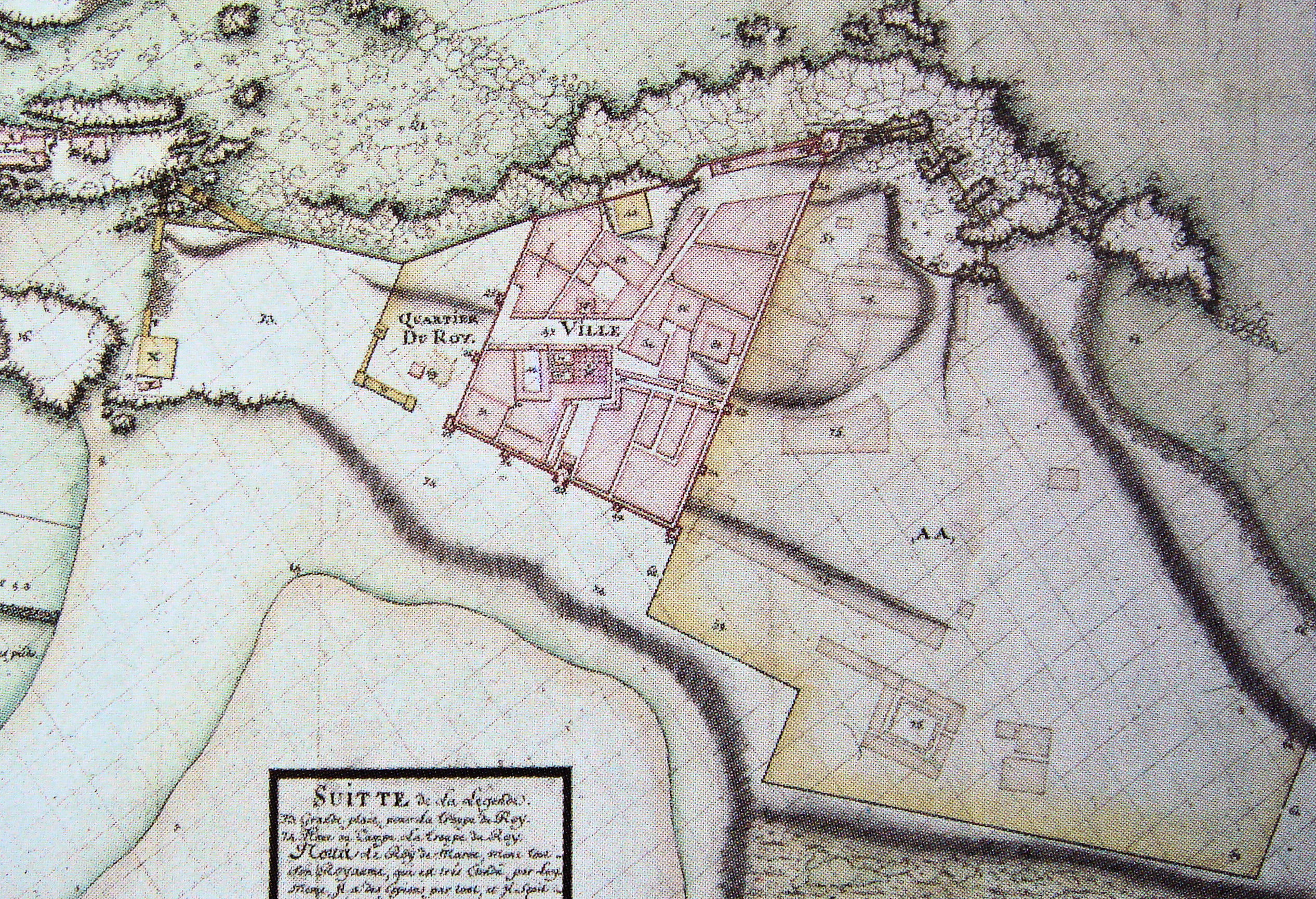
خريطة الصويرة بواسطة ثيودور كورنو.
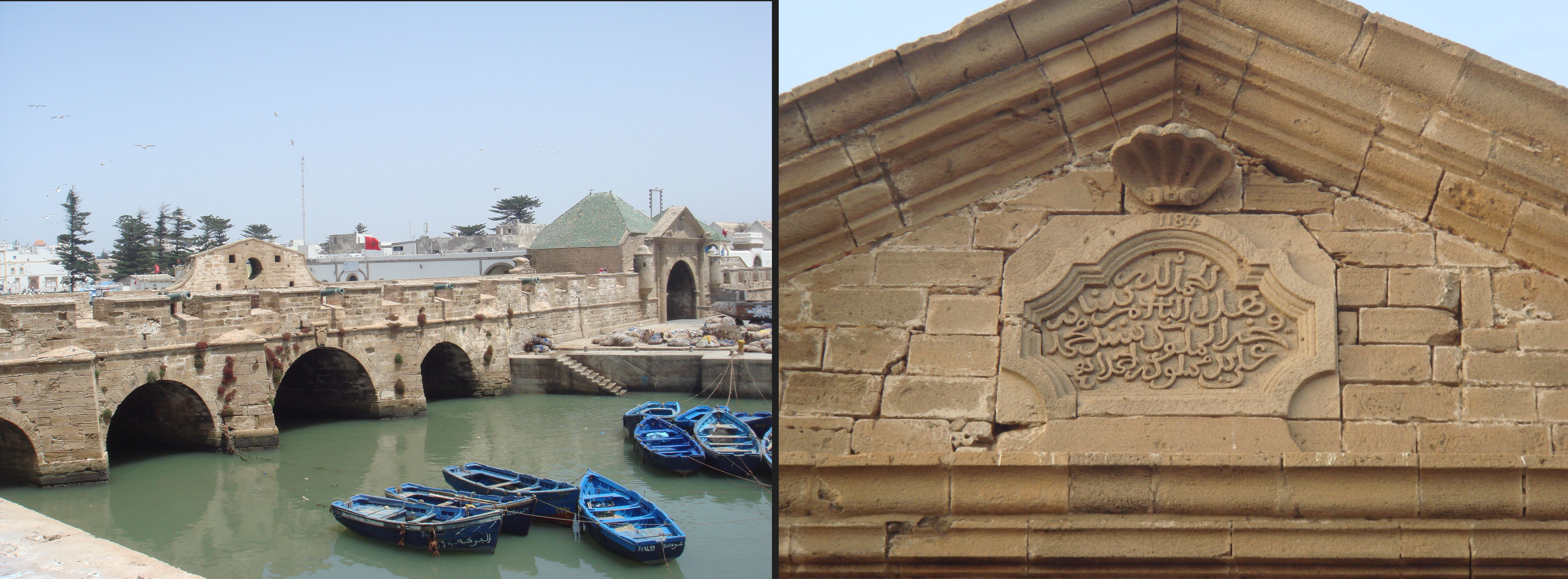
مدخل باب ميناء الصويرة.
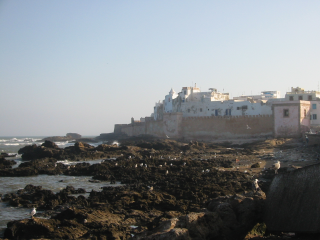
المقر الملكي والأميري لقصبة الصويرة القديمة موغادور والذي بناه تيودور كورنو.